# Ted Jeans
Ted Jeans, född 12 augusti 1955, är känd för att vara en av grundarna av Vineyard Norden, genom att tillsammans med Hans Sundberg och Hans Johansson starta Stockholm Vineyard 1992. Han har bakgrund som lovsångsledare och pastor inom pingströrelsen i USA och Sverige.
Han är (2012) pastor i Stockholm Vineyard och delar ansvaret för Vineyard Norden med Mats Joelsson.